# 2-Methyl-2-buten
2-Methyl-2-buten (nach IUPAC-Nomenklatur: 2-Methylbut-2-en, auch unter der Bezeichnung β-Isoamylen bekannt) ist eine organisch-chemische Verbindung aus der Stoffgruppe der aliphatischen, ungesättigten Kohlenwasserstoffe. Es ist ein Strukturisomer der Pentene.

## Gewinnung und Darstellung
2-Methyl-2-buten kann durch Dehydratisierung aus 2-Methyl-2-butanol oder Neopentanol gewonnen werden.

## Eigenschaften
2-Methyl-2-buten ist eine leicht entzündbare, leicht flüchtige, farblose Flüssigkeit mit süßlichem Geruch, die sehr schwer löslich in Wasser ist.

### Sicherheitstechnische Kenngrößen
2-Methyl-2-buten bildet leicht entzündliche Dampf-Luft-Gemische. Die Verbindung hat einen Flammpunkt von −45 °C. Der Explosionsbereich liegt zwischen 1 Vol.‑% als untere Explosionsgrenze (UEG) und 9 Vol.‑% als obere Explosionsgrenze (OEG).   Die Grenzspaltweite wurde mit 0,96 mm (50 °C) bestimmt. Es resultiert damit eine Zuordnung in die Explosionsgruppe IIA. Die Zündtemperatur beträgt 290 °C. Der Stoff fällt somit in die Temperaturklasse T3.

## Verwendung
2-Methyl-2-buten wird zur Herstellung von 3-Brom-2,3-dimethyl-1,1-dicyan-butan in Gegenwart von 2,2′-Azobis(2,4-dimethyl-4-methoxyvaleronitril) als Katalysator verwendet. Es wird als Vorstufe für Peroxyacetylnitrat für Kalibrierungszwecke verwendet.